# حوزه انتخابیه دوم یوتا
حوزه انتخابیه دوم یوتا یک حوزه انتخابیه مجلس نمایندگان آمریکا است که در ایالت یوتا قرار دارد.